# イサック・ウラシャワヤ
イサック・ウラシャワヤ（Isaac Hlatshwayo、1977年10月4日 - ）は、南アフリカ共和国の男子プロボクサー。リンポポ州マラムレレ出身。元IBF世界ウェルター級王者。また過去にマイナー団体のIBO認定のIBO世界ライト級・ウェルター級の2階級で王座を獲得した2階級制覇王者。

## 来歴
2000年2月15日、ライト級にてプロデビュー。対戦相手は後にIBO世界スーパーライト級王者となるカイザー・マブサで、初回TKO勝ち。
2002年10月5日、南アフリカライト級王者マーティン・ジェイコブスと対戦し12回3-0（117-112、119-111、117-111）の判定勝ちで王座獲得に成功した。
2003年2月18日、デビュー戦で対決し勝利を収めているカイザー・マブサと対戦し12回3-0（116-111、118-111、117-113）の判定勝ちで初防衛に成功した。
2003年10月11日、ベネディクト・ドラミニと対戦し9回KO勝ちで2度目の防衛に成功した。
2003年12月19日、イルヴィニ・ブフラルと対戦し6回KO勝ちで3度目の防衛に成功した。
2004年4月24日、ヴィシー・マリンガの兄パトリック・マリンガと対戦。7回終了時、左目上の傷が悪化したマリンガが棄権を選択。イサックは4度目の防衛に成功した。
2004年5月22日、世界ボクシング評議会(WBC)世界ライト級王者フロイド・メイウェザー・ジュニアに敗れて再起を目指すフィリップ・ヌドゥと対戦し打撃力のあるヌドゥに苦戦し12回2-1（2者が115-113、113-115）の判定勝ちを収め5度目の防衛とWBCでの世界ランカー入りを果たした。
2005年2月4日、自身初の海外試合がアメリカ合衆国デビュー。コネチカット州フォックスウッズ・リゾート・カジノでマーティー・ロビンスと対戦したが偶然のバッティングでロビンスの額をカット。そのまま初回を終えたがドクターチャックによりドクターストップがかかり試合終了。ノーコンテストを宣告されたためウラシャワヤの無敗が途切れほろ苦いアメリカデビューになった。
2005年5月13日、再度の海外試合。ネバダ州ラスベガスプラザ・ホテルでウィリアム・モレノと対戦し10回3-0（2者が99-91、98-92）の判定勝ちを収めた。
2005年8月31日、後のIBF世界スーパーフェザー級王者カシウス・バロイとIBO世界ライト級王座決定戦を行い、12回3-0（119-108、117-112、116-112）の判定勝ちを収め王座獲得に成功した。
2006年2月25日、アルド・ラザネロ・リオスと対戦し12回3-0（118-111、117-111、118-110）の判定勝ちを収め初防衛に成功した。
2006年4月7日、アメリカ合衆国・フロリダ州タンパのフロリダ・ステート・フェアグラウンド・ホールでネイト・キャムプレルと対戦し久々に苦戦するも12回2-1（116-112、117-111、113-115）の僅差判定勝ちを収め2度目の防衛に成功しIBF世界ライト級王者フリオ・ディアスへの挑戦権獲得に成功した。
2006年11月3日、アメリカ合衆国・ニュージャージー州アトランティックシティのバリーズ・アトランティックシティで後の世界ボクシング機構(WBO)世界スーパーライト級王者ケンドール・ホルトと北米ボクシング機構(NABO)北米スーパーライト級王座決定戦を行い、いきなりスーパーライト級転向戦が北米タイトル挑戦のウラシャワヤだったが9回と11回と12回の3度ダウンを奪われるなど、一方的にホルトのペースになり0-3（2者が106-119、109-116）の完封負けで王座獲得に失敗した。
その後減量苦を機にウェルター級に転向。
2007年5月12日、ジョセフ・マカリンゲとIBO世界ウェルター級王座決定戦を行い、12回3-0（118-114、118-111、117-113）の判定勝ちで王座獲得に成功しIBO2階級制覇を達成した。
2007年10月12日、オーストラリア・ニューサウスウェールズ州ペンリスのパンサー・ラグビー・リーグ・クラブで18戦全勝のロベルト・メドレイと対戦し5回にダウンを奪ってそのままペースを握り12回3-0（119-108、2者が118-109）の判定勝ちを収め初防衛に成功した。
2008年4月4日、オーストラリア・シドニーのクロアチア・クラブ・パンチボールでロベルト・メドレイとリマッチを行い、10回1分49秒TKO勝ちを収め2度目の防衛に成功した。
2008年11月17日、デルヴィン・ロドリゲスとIBF世界ウェルター級王者ジョシュア・クロッティへの挑戦権を賭けて対戦し、9回にダウンを奪われるも、その後はロドリゲスのペースに見えたが12回1-1（117-110、114-114ｍ112-115）の三者三様の引き分けに終わりクロッティへの挑戦権獲得に失敗した。
2009年8月1日、コネチカット州アンケーシヴィルのモヒガン・サン・カジノでデルヴィン・ロドリゲスとジョシュア・クロッティの王座剥奪で空位になったIBF世界ウェルター級王座決定戦を行い、12回2-1（116-112、116-113、113-115）の僅差判定勝ちを収め念願の世界王座獲得に成功した。
2009年12月11日、ジャン・ザベックと対戦し自身初のKO負けとなる3回2分55秒TKO負けで初防衛に失敗し王座から陥落した。
2010年10月30日、ンクルレコ・ムホロンゴと復帰戦を対戦し8回2-1（75-77、2者が76-75）の僅差で判定勝ちとなった。
2011年7月20日、オーストラリア・シドニーのエンターテイメント・センターでナオウフェル・ベン・ラーベンとIBFオーストラリアウェルター級王座決定戦を行い、自身初のカウントアウトになる3回2分59秒KO負けで王座獲得に失敗した。
2012年3月26日、ボンゴ・リペムボと対戦し2回KO負けで2連敗となった。
2013年3月2日、IBO世界スーパーライト級王座を追われたカイザー・マブサと10年振りとなる3度目の対戦を行い、8回0-3（73-79、74-78、74-78）の判定負けで4連敗となった。

## 獲得タイトル
- 南アフリカライト級王座
- IBO世界ライト級王座
- IBF世界ウェルター級王座（防衛0度）